# Сицкий, Данила Юрьевич Меньшого
Данила Юрьевич Сицкий Меньшого —  князь и воевода в царствование Ивана IV Васильевича Грозного.
Сын князя Юрия Фёдоровича Сицкого Меньшого и Марии в иночестве Марфа.
В Российской родословной книге князя А.Б. Лобанова-Ростовского упомянут бояриным, по другим источникам в данной должности не упомянут.

## Биография
В Дворовой тетради записан, как дворовый сын боярский, помещик Ярославского уезда (1550). Упомянут сыном боярским на первой свадьбе князя Владимира Андреевича Старицкого с Евдокией Александровной Нагой "нёс камку и стлал её в церкви с сыном боярским Юрием Фёдоровичем Нагим" (1550). Воевода в Казанском походе (1551). На свадьбе царя Казанского Симеона Бекбулатовича с Марией Андреевной Кутузовой "держал колпак" (1554). Записан в Боярскую книгу с окладом 17 рублей и вотчиной (1556-1557). Участвовал в Серпуховском смотре (июнь 1556). Пятый воевода в Полоцке (начало 1565). Имел поместья в Вышегородском стане Дмитровского уезда.
Сослан в Казанский уезд (1565) и получил там поместье деревню Нюрмы (Нурмы) с пустошью Семенково, которые значилось (1567) за другим лицом. Имел свой двор в Казани (1565-1568). Оставлен в казанском крае после амнистии (май 1565). В 1565 году пятый воевода в Полоцке. В 1568 году второй воевода в Свяяжске.
Казнён по делу И.П. Фёдорова (после 22 марта 1568), его имя записано в синодик опальных. Жена Данилы Юрьевича - княгиня Феодосия Дмитриевна приняла постриг с именем Фёклы и умерла в схиме († 1618). В помин души князя Данилы Юрьевича даны 150 рублей в Кирилло-Белозёрский монастырь.